# Hochrappenkopf
Hochrappenkopf är ett berg i Österrike. Det ligger i den västra delen av landet, 500 km väster om huvudstaden Wien. Toppen på Hochrappenkopf är 2 423 meter över havet, eller 108 meter över den omgivande terrängen. Bredden vid basen är 0,68 km.
Terrängen runt Hochrappenkopf är huvudsakligen bergig. Runt Hochrappenkopf är det ganska glesbefolkat, med 26 invånare per kvadratkilometer.. Närmaste större samhälle är Mittelberg, 8,4 km nordväst om Hochrappenkopf. 
Trakten runt Hochrappenkopf består i huvudsak av gräsmarker.